# Salavat Julaev Ufa
Il Salavat Julaev Ufa (russo: Салават Юлаев Уфа) è una squadra di hockey su ghiaccio russa, con sede nella città di Ufa.

## Storia
Fu fondata nel 1961 e milita nel massimo campionato russo, la Kontinental Hockey League. Il nome della squadra riprende quello di Salavat Julaev, l'eroe nazionale della provincia della Baschiria. Nel corso della sua storia la squadra ha conquistato un titolo della Coppa Gagarin ed un titolo della Superliga.

## Palmarès

### Competizioni nazionali
- Coppa Gagarin: 1

2010-2011
- Superliga: 1

2007-2008
- Coppa Kontinental: 1

2009-2010
- Coppa Otkrytija: 2

2008-2009, 2011-2012
- Divizion Bobrova: 1

2008-2009
- Divizion Černyšëva: 1

2009-2010
- Vysšaja Liga: 5

1977-1978, 1979-1980, 1981-1982, 1984-1985, 1991-1992

### Competizioni internazionali
- IIHF Federation Cup: 1

1994-1995